# Nongovernmental International Panel on Climate Change
Nongovernmental International Panel on Climate Change (NIPCC) – organizacja naukowców sceptycznych co do teorii wpływu człowieka na globalne zmiany klimatu. W jej skład wchodzą fizycy, geolodzy, klimatolodzy i chemicy m.in. ze Stanów Zjednoczonych, Australii, Indii, Niemiec, Norwegii, Szwecji, Kanady, Danii, Rosji, Wielkiej Brytanii i Estonii.
NIPCC została zorganizowana po spotkaniu w Wiedniu 2007. Jej pomysłodawcą był Fred Singer.

## Raport 2008
W marcu 2008 zespół opublikował podsumowanie raportu, którego celem jest niezależne zbadanie literatury naukowej i ocena przyczyn zmian klimatu, nie publikując jednak samego raportu. W podsumowaniu raportu zawarte są krytyczne uwagi w stosunku do Intergovernmental Panel on Climate Change (IPCC). We wstępie autorzy stwierdzają, że innym powodem, że raporty IPCC nie są wiarygodne jest naiwna wiara polityków, że artykuły publikowane w recenzowanych czasopismach są autorytatywne. Rozdziały podsumowania raportu maja następujące tytuły: (1) jaki jest przyczynek działalności ludzi do efektu globalnego ocieplenia, (2) ocieplenie jest powodowane naturalnymi przyczynami, (3) modele klimatu nie są wiarygodne, (4) poziom wód oceanicznych przypuszczalnie się nie zmieni, (5) czy gazy cieplarniane ogrzewają ocean?, (6) co wiemy o atmosferycznym dwutlenku węgla, (7) efekt emisji dwutlenku węgla nie jest oczywisty, (8) ekonomiczne efekty umiarkowanego ocieplenia będą dodatnie. Jednym z autorów podsumowania raportu NIPCC w marcu 2008 jest Zbigniew Jaworowski. Sam Panel kontynuował publicystykę Freda Singera.

## Raport 2009
W maju 2009 roku rozesłano pocztą elektroniczną zaktualizowany raport "Zmiany klimatu - rozważone na nowo". Raport składa się z 9 sekcji: Globalne modele klimatu i ich ograniczenia, Powody sprzężeń zwrotnych i wpływ radiacyjny, Obserwacje: pomiary temperatury, Obserwacje: Lodowce, lód, opady, poziom oceanu, Zmiany promieniowania słonecznego i cykle klimatyczne, Obserwacje: Zjawiska ekstremalne, Biologiczne efekty wzrostu koncentracji dwutlenku węgla, Wymieranie gatunków, Wpływ na zdrowie ludzi. 
W Rozdział 1.1 (Modele i przewidywania) zawiera komentarze oparte na wywiadach kanadyjskiego dziennikarza Lawrence Solomona ze Zbigniewem Jaworowskim, Freemanem Dysonem, Richardem Lindzenem, Hendrikiem Tennekesem, Richardem Tolem, oraz Antonino Zichichi.